# Wilhelm Havers
Wilhelm Maria Hubert Havers (* 5. Januar 1879 in Aachen; † 2. März 1961 in Wien) war ein deutsch-österreichischer Sprachwissenschaftler, speziell Indogermanist.

## Leben

### Herkunft und Ausbildung
Wilhelm Havers wurde am 5. Januar 1879 in Aachen als Sohn des Hauptlehrers Johann Josef Havers (1849–1928) und seiner Ehefrau Maria Agnes Havers (geborene Spiertz, 1851–1879) geboren. Nach dem Abschluss des Kaiser-Karls-Gymnasiums in seiner Heimatstadt Ostern 1899 widmete sich Havers dem Studium der Philologie und Sprachwissenschaft in Tübingen, München und Münster. 1903 absolvierte Havers das Staatsexamen für Klassische Philologie an der Universität Münster.
An der Universität Leipzig, in der damaligen „Hauptstadt“ der Indogermanistik, setzte Havers von 1903 bis 1905 sein Studium fort. Am 13. Dezember 1905 wurde er mit einer Dissertation über Das Pronomen der Jener-Deixis im Griechischen promoviert. In seinem Lebenslauf im Anhang zu seiner Dissertation nennt er folgende Lehrer: „Es unterrichteten ihn folgende Herren Professoren: Bohnenberger, Brugmann, v. Christ, Furtwängler, v. Herzog, Hirt, Hosius, Jostes, Kuhn, Leskien, Lindner, Marquart, Meister, v. Müller, Paul, v. Schwabe, Schmid, Sievers, Sonnenburg, Stahl, Storck (†), Streitberg, Weymann, Windisch.“
Es folgten ein Seminarjahr von Ostern 1905 bis Ostern 1906, das zweijährige Schul-Probejahr von Ostern 1906 bis Ostern 1908 sowie der einjährige Militärdienst.

### Wissenschaftliche Laufbahn
Dennoch fand Havers im Studienjahr 1908/1909 Zeit, seine Studien an der Friedrich-Wilhelms-Universität in Berlin zu vertiefen. Am 18. Dezember 1909 habilitierte sich Havers mit Untersuchungen zur Kasussyntax der indogermanischen Sprachen bei Albert Thumb an der Universität Straßburg. Am 2. Mai 1913 erfolgte auf Betreiben Karl Brugmanns die Umhabilitation nach Leipzig. An beiden Universitäten – Straßburg und Leipzig – lehrte er in den Jahren von 1909 bis 1915 als Privatdozent. Im Jahre 1914 wurde Havers als Leutnant der Reserve zum Kriegsdienst eingezogen. Gleich zu Beginn des Ersten Weltkrieges wurde er verwundet.
Am 1. Oktober 1915 erreichte ihn die Berufung an die Universität Bern als Ordinarius für indogermanische Sprachwissenschaft und Klassische Philologie. Da er zunächst weiterhin Dienst als Offizier leisten musste, konnte er dem Ruf erst im Herbst 1917 nachkommen. Am 22. Jänner 1917 heiratete Wilhelm Havers Maria Christina, geborene Ommer. Ihnen wurden vier Kinder geboren.
Schon am 21. Juli 1920 erhielt Havers einen Ruf an die Universität Würzburg, dem er am 1. Oktober 1920 Folge leistete. Am 1. Oktober 1929 wechselte Havers als Ordinarius an die Universität Breslau.

### Die Wiener Jahre
Schließlich folgte er am 1. Oktober 1937 Paul Kretschmer als Ordinarius für Allgemeine und Indogermanische Sprachwissenschaft an der Universität Wien nach, wo er wegen einer längeren Vakanz in den 1940er Jahren auch die Anglistik mitbetreute. Havers war Mitglied im Nationalsozialistischen Lehrerbund, in der Nationalsozialistischen Volkswohlfahrt und im Reichsluftschutzbund. Dass er jedoch der für ihn als Hochschullehrer „zuständigen“ NS-Organisation, dem Nationalsozialistischen Deutschen Dozentenbund, nicht angehörte, lässt auf Distanz zum NS-Regime schließen. Dafür spricht auch, dass er in die „Sonderkommission“ berufen wurde, die 1945/1946 über Maßregelungen von NS-nahen Professoren entschied. Havers selbst war zuvor als unbelastet („nicht beanstandet“) eingestuft worden, so dass er kein Entnazifizierungsverfahren durchlaufen musste.
1950 wurde Havers, nach seinem Übertritt in den Altersruhestand, der Titel eines Honorarprofessors verliehen. Dadurch wurde es möglich, in Wien weiterhin das Studium der Indogermanistik anzubieten. Zu jener Zeit war in Österreich kein geeigneter Nachfolger verfügbar, und Berufungen aus dem Ausland waren damals de facto ausgeschlossen. Havers erfüllte diese Aufgabe bis zu seiner endgültigen Emeritierung 1953.
Wilhelm Havers starb nach zahlreichen Ehrungen am 2. März 1961 in Wien. Er wurde am Sieveringer Friedhof bestattet.

## Familie
Havers heiratete eine Frau namens Maria, geborene Ommers, die aus Lindlar kam. Sie war eine Tochter des Bäckers, Kleinhändlers und Gastwirts Karl Ommer (1857–1948) und eine Enkelin des Gastwirts Christian Ommer (1820–1900). Aus dieser Ehe stammte der Sohn Leo Havers (1919–1989), der als Professor für Anästhesie an der Universität Bonn den ersten dortigen Bereich für Anästhesie aufbaute.

## Auszeichnungen
- 1959 Österreichisches Ehrenzeichen für Wissenschaft und Kunst
- 1960 Preis der Stadt Wien für Geisteswissenschaften

## Schriften (Auswahl)
- Untersuchungen zur Kasussyntax der indogermanischen Sprachen. Trübner, Straßburg 1911.
- Die Unterscheidung von Bedingungen und Triebkräften beim Studium der menschlichen Rede. Carl Winter, Heidelberg 1928 (Sonderdruck aus: Germanisch-Romanische Monatsschrift, Jg. 16 (1928), S. 13–31).
- Handbuch der erklärenden Syntax. Ein Versuch zur Erforschung der Bedingungen und Triebkräfte in Syntax und Stilistik. Carl Winter, Heidelberg 1931.
- Neuere Literatur zum Sprachtabu (= Akademie der Wissenschaften in Wien, Philosophisch-Historische Klasse, Sitzungsberichte, 223. Band, 5. Abhandlung). Rohrer, Wien 1946.
- Zur Entstehung eines sogenannten sakralen u-Elementes in den indogermanischen Sprachen. Wien 1947 (Sonderdruck aus: Anzeiger der Philosophisch-Historischen Klasse der Österreichischen Akademie der Wissenschaften, Nr. 15 (1947), S. 139–165).

Weiterhin schrieb Wilhelm Havers rund 50 Aufsätze in Zeitschriften und Sammelbänden.